# شذى مصطفى
شذى مصطفى هي روائية فلسطينية، اشتهرت بروايتها «ما تركتُ خلفي» والتي ترشّحت لجائزة الشيخ زايد للآداب 2020–21 عن فرع المؤلف الشاب، وهي روايتها الأولى والتي صدرت عام 2020 عن دار هاشيت أنطوان/نوفل في بيروت، ونُشرت بالتنسيق مع دائرة اللغة العربية ولغات الشرق الأدنى في الجامعة الأمريكية في بيروت. درست شذى الهندسة المعمارية، وتخرجت من الجامعة الأميركية في بيروت، وتقيم في ألمانيا.